# Zostérops de Buru
Zosterops buruensis
Espèce
Statut de conservation UICN

 LC  : Préoccupation mineure
Le Zostérops de Buru (Zosterops buruensis) est une espèce d'oiseaux de la famille des Zosteropidae.

## Répartition
Il est endémique à Buru.

## Habitat
Ses habitats naturels sont les forêts humides subtropicales ou tropicales de plaine et les montagnes humides subtropicales ou tropicales.

## Population et conservation
L'espèce qui occupe une superficie de plus de 20 000 km2 et a une population stable de plus de 10 000 individus n'est donc pas considérée comme menacée.